# Шанта, Ференц
Ференц Шанта (венг. Sánta Ferenc, 4 сентября 1927, Брашов — 6 июня 2008, Будапешт) — венгерский романист и сценарист. Лауреат Премии Аттилы Йожефа (1956 и 1964) и Премии Кошута в 1973.

## Избранные произведения
- Sokan voltunk, 1954
- Téli virágzás, 1956
- Farkasok a küszöbön, 1961
- «Пятая печать»/Az ötödik pecsét, 1963
- Húsz óra, 1963
- Az áruló, 1966
- Isten a szekéren, 1970
- Kicsik és nagyok, 1982
- A szabadság küszöbén
- Halálnak halála, 1994

На русском языке:
- Шанта, Ференц. Избранное: пер. с венг / Сост. Е. И. Малыхина. — М.,: Прогресс, 1980.

Произведения Ференца Шанты также выходили в Армении, Украине, Туркменистане.

## Фильмография
- «Двадцать часов» (венг. Húsz óra, 1965, реж. Золтан Фабри, по одноименному роману). Фильм выиграл «Большой приз» на Московском международном кинофестивале и «UNICRIT Award» на Кинофестивале в Венеции в 1965 году.
- «Пятая печать» (венг. Az Ötödik pecsét, 1976, реж. Золтан Фабри, по одноименному роману). Фильм завоевал «Золотой приз» на Московском международном кинофестивале в 1977 году. Он был номинирован на «Золотого медведя» на Берлинском международном кинофестивале в 1977.
- «Ночь» (венг. Éjszaka, 1989, автор сценария).

## Награды
- Премия Аттилы Йожефа (1956 и 1964)
- Arany Nimfa Prize (Монте Карло, 1970)
- Премия Кошута (1973)
- Magyar Köztársasági Érdemrend Tisztikeresztje (1993)
- Hazám Prize (2004)
- Magyar Muvészetért Prize (2004)